# 三氯化铈
三氯化铈，别名氯化铈、氯化铈(III)，化学式CeCl3。

## 性质
无色易潮解块状结晶或粉末。露置于潮湿空气中时，迅速吸收水分生成组成不定的水合物。易溶于水，可溶于乙醇和丙酮。
水合物直接在空气中加热时会发生少量水解。若在真空中加热七水合物数小时逐渐至140°C，则可得到无水三氯化铈，根據Encyclopedia of Reagents for Organic Synthesis，在70-100°C時晶體已經可以脫去大量的水，可在此溫度維持一段時間再提升溫度，加熱時並須同時使用攪拌子攪拌晶體，最後所生成產物為粉狀固體，可以儲存於乾燥箱中，使用前需再加熱抽真空除水。用此法制得的无水三氯化铈可能还含有少量水解产物CeOCl，但已经可与有机锂试剂和格氏试剂共用，用于有机合成。
纯的无水三氯化铈可通过①将水合物在高真空中和4～6倍氯化铵存在下缓慢加热至400°C，或②将水合物与过量氯化亚砜共热3小时而制得。此外还可以通过单质铈与氯气化合制备无水三氯化铈。它一般通过在高真空下高温升华纯化。

## 制备
将稀土硫酸铵复盐与氢氧化钠反应，转化为氢氧化稀土。再用空气将后者中的铈氧化为四价铈，以稀盐酸浸出使铈富集，再经溶解、萃取、结晶，制得三氯化铈。
{\displaystyle {\rm {\ Ce(OH)_{3}+3HCl\rightarrow CeCl_{3}+3H_{2}O}}}

## 用途
用作制取铈和其他铈盐的原料、石油催化剂，以及有机合成中的路易斯酸等。三氯化铈可作三氟甲磺酸铈的制取原料，后者是有机合成中的路易斯酸，用于傅－克酰基化反应。三氯化铈自身也是一种路易斯酸，用于傅－克烷基化反应。
七水合三氯化铈与硼氢化钠共用时可作为Luche还原反应中的试剂。该反应是有机合成中将α,β-不饱和酮还原的常用方法之一。例如，香芹酮在三氯化铈和硼氢化钠共同作用下，可以控制只有羰基双键被还原，生成（1），而不产生（2）；而无三氯化铈时，产物则为（1）和（2）的混合物。
另一例子是用三氯化铈促进的酮的烷化反应。此法避免了使用有机锂试剂时产生的烯醇负离子。